# Đa Nhĩ Bác
Đa Nhĩ Bác (tiếng Trung: 多爾博; 20 tháng 2 năm 1643 – 7 tháng 2 năm 1673) là một hoàng thân của nhà Thanh trong lịch sử Trung Quốc, người thừa kế 1 trong 12 tước vị Thiết mạo tử vương.

## Cuộc đời
Đa Nhĩ Bác sinh vào giờ Hợi, ngày 2 tháng 1 (âm lịch) năm Sùng Đức thứ 8 (1643), trong gia tộc Ái Tân Giác La. Ông là con trai thứ năm của Dự Thông Thân vương Đa Đạc, quá kế trở thành con thừa tự của Duệ Trung Thân vương Đa Nhĩ Cổn. Mẹ ông là Kế Phúc tấn Bác Nhĩ Tế Cát Đặc Đạt Triết, con gái của Thai Cát Sách Nạp Mục (索诺穆) và Hoà Thạc Phúc phi – sinh mẫu của Hiếu Đoan Văn Hoàng hậu.
Năm Thuận Trị thứ 7 (1650), Nhiếp chính vương Đa Nhĩ Cổn mất. Ông được thừa tập tước vị Duệ Thân vương, bổng lộc gấp 3 lần Thân vương thông thường, được phép lưu lại 80 hộ vệ. Lại bởi vì ông thân cận với Tô Khắc Tát Cáp, Chiêm Đại mà trở thành Nghị chính Đại thần.
Năm thứ 8 (1651), Thuận Trị Đế liệt tội danh cho Đa Nhĩ Cổn gồm âm mưu soán ngôi, độc đoán chuyên quyền, hãm hại và sát hại Hào Cách cùng con cái, nạp Phúc tấn của Hào Cách làm thiếp, hạ chiếu lột bỏ mọi tước vị của Đa Nhĩ Cổn, thu hồi tư cách Cung hưởng Thái Miếu, cũng bỏ đi thuỵ hào cùng tư cách phối hưởng Thái Miếu của Hiếu Liệt Vũ Hoàng hậu, tước đi tư cách Tông thất của Đa Nhĩ Cổn, tịch thu mọi tài sản. Ông cũng bị cách tước, cưỡng chế quy tông. Năm thứ 14 (1657), ông được phong làm Đa La Bối lặc.
Năm Khang Hi thứ 11 (1673), ngày 21 tháng 12 (âm lịch), ông qua đời, thọ 30 tuổi.
Năm Càn Long thứ 43 (1778), Càn Long Đế lấy lý do Đa Nhĩ Cổn bị người bêu xấu, lại có công khai quốc, quyết định xóa bỏ mọi tố cáo và phục nguyên tước Hòa Thạc Duệ Thân vương, truy phong thuỵ hào "Trung" (忠), phối hưởng Thái Miếu. Tước vị Duệ Thân vương được thế tập võng thế. Càn Long Đế hạ chiếu, Đa Nhĩ Bác vẫn là con thừa tự của Đa Nhĩ Cổn, tước vị do hậu duệ của ông là Thuần Dĩnh thừa tập.

## Gia quyến

### Thê thiếp
- Đích Phúc tấn: Y Nhĩ Căn Giác La thị (伊爾根覺羅氏), con gái Pháp Khách (法喀).
- Thứ Phúc tấn:
  - Mã thị (馬氏), con gái Mã Lạt (马喇).
  - Lưu thị (劉氏), con gái Lưu Bá Lỗ (刘伯鲁).
  - Vương thị (王氏), con gái Triệt Cách (辙格).

### Con trai
1. Ngạc Nhĩ Bác (鄂爾博, 1654 – 1665), mẹ là Thứ Phúc tấn Mã thị. Chết yểu.
2. Tô Nhĩ Phát (蘇爾發, 1664 – 1701), mẹ là Thứ Phúc tấn Lưu thị. Được phong làm Bối tử, sau bị giáng làm Trấn quốc công. Năm 1778 được truy phong làm Duệ Thân vương. Có mười hai con trai.[3]
3. Tô Nhĩ Đạt (蘇爾達, 1666 – 1667), mẹ là Thứ Phúc tấn Vương thị. Chết yểu.